# حجاوة (أولاد بن حمادي)
حجاوة هي إحدى مشيخات المملكة المغربية، تتبع جغرافيا لإقليم سيدي سليمان وإداريًا لأولاد بن حمادي. يقدر عدد سكانها بـ 3311 نسمة حسب الإحصاء الرسمي للسكان والسكنى لسنة 2004.